# Ad Bax
Adriaan Bax (Ad Bax) (ur. 14 czerwca 1956 w Zevenbergen) – holenderski biofizyk.

## Życiorys
Studiował na Uniwersytecie Technicznym w Delfcie, gdzie w 1978 roku uzyskał tytuł inżyniera, a w 1981 stopień doktora fizyki stosowanej. W latach 1982–1983 odbywał staż podoktorski w Colorado State University. Od 1983 roku pracuje w National Institutes of Health, gdzie od 1991 roku kieruje sekcją zajmującą się wykorzystaniem spektroskopii NMR w biofizyce (Section on Biophysical NMR Spectroscopy).
W swoich badaniach szeroko wykorzystuje techniki NMR. W 1990 roku jako pierwszy opisał tzw. triple resonance experiments, pozwalający na przypisanie sygnałów występujących na wielowymiarowym widmie NMR dużej cząsteczki białka